# مکس باتلر
مکس باتلر (به انگلیسی: Max Butler) یا مکس ری ویژن (مکس ری باتلر سابق، با نام مستعار مرد یخی) یک مشاور امنیت رایانه و هکر است که  ۱۳ سال در  ایالات متحده زندانی بوده است. طولانی‌ترین محکومیتی که در آن زمان برای اتهامات هک در ایالات متحده صادر می‌شد به مکس باتلر تعلق گرفت. او به دو فقره کلاهبرداری، از جمله سرقت نزدیک به ۲ میلیون شماره کارت اعتباری و پرداخت حدود ۸۶ میلیون دلار در اتهامات کلاهبرداری محکوم شد.

## اوایل زندگی
باتلر در ۱۰ ژوئیه ۱۹۷۲ متولد شد و در مریدین، آیداهو با یک خواهر و برادر کوچکتر بزرگ شد. وقتی او ۱۴ ساله بود والدینش طلاق گرفتند. پدرش کهنه سرباز جنگ ویتنام و صاحب فروشگاه کامپیوتر بود که با دختری از مهاجران اوکراینی ازدواج کرد. در نوجوانی، مکس باتلر به سیستم های تابلوی اعلانات و هک کردن علاقه مند شد.

## اولین تخلف
باتلر به مدت یک سال در دانشگاه ایالتی بویز تحصیل کرد. در سال ۱۹۹۱، باتلر به اتهام هک سامانه دانشگاه در سال اول تحصیلی خود در کالج محکوم شد. درخواست تجدیدنظر او به دلایل رویه‌ای ناموفق بود، زیرا قاضی حکم داد که وکیل مدافع باتلر این موضوع را در یک تجدیدنظر قبلی مطرح نکرده است. زندان ایالت آیداهو حکم زندان باتلر را در ۲۶ آوریل ۱۹۹۵ مشروط اعلام کرد.

## زندگی حرفه ای و شخصی
باتلر پس از نقل مکان به خلیج هاف مون، کالیفرنیا، نام خانوادگی خود را به ویژن تغییر داد و در یک عمارت اجاره ای "Hungry Manor" با گروهی از دیگر علاقه‌مندان به کامپیوتر زندگی کرد. باتلر به عنوان یک مدیر سیستم در شرکت MPath Interactive مشغول به کار شد که بازی های کامپیوتری راه توسعه می‌دادند. انجمن ناشران نرم‌افزار یک شکایت ۳۰۰۰۰۰ دلاری علیه باتلر به دلیل مشارکت در توزیع غیرمجاز نرم‌افزار از دفتر CompuServe تنظیم کرد و بعداً پرونده را با پرداخت ۳۵۰۰ دلار و مشاوره رایگان رایانه ای به پایان رساند.باتلر  پس از ازدواج با کیمی وینترز، برکلی، کالیفرنیا نقل مکان کرد و به عنوان یک کارشناس تست نفوذپذیری مستقل و مشاور امنیتی مشغول به کار شد. در این مدت، او یک منبع جامعه آنلاین به نام «آرشیو مرجع پیشرفته اکتشافی‌های فعلی برای سیستم‌های تشخیص نفوذ شبکه» یا arachNIDS را توسعه داد.

## تحقیقات FBI، اعتراف به گناه و صدور حکم
در بهار سال ۱۹۹۸، باتلر در حالی که تلاش می‌کرد یک حفره امنیتی در دیمون سرور BIND  را برطرف کند، یک درب پشتی را روی وب‌سایت های دولت فدرال آمریکا نصب کرد. با این حال، یک محقق نیروی هوایی ایالات متحده باتلر را از طریق اعلان‌های بازشو شناسایی کرد. او پس از شنیدن صحبت های گرانیک در دف‌کان، وکیل جنیفر گرانیک را برای وکالت قانونی خود استخدام کرد. در ۲۵ سپتامبر ۲۰۰۰، باتلر به دسترسی غیرمجاز به رایانه های وزارت دفاع اعتراف کرد. از ماه مه 2001، باتلر محکومیت ۱۸ ماهه زندان فدرال را که توسط قاضی ناحیه ایالات متحده، جیمز ور صادر شده بود، گذراند.
باتلر پس از آزادی از زندان در سال ۲۰۰۳ با آزادی تحت نظارت، از فناوری وای‌-فای برای ارتکاب حملات سایبری به طور ناشناس همراه با کریس آراگون از سان‌فرانسیسکو استفاده کرد. او از برنامه‌نویسی بدافزارها، مانند اجازه دادن به اسب تروجان Bifrost برای فرار از برنامه‌های ضدویروس و سوء استفاده از ویژگی HTML Application Internet Explorer برای سرقت اطلاعات کارت اعتباری امریکن اسکپرس استفاده کرد. باتلر همچنین سیتی بانک را با استفاده از یک تروجان به سمت یک صفحه‌ی فیشینگ کارت اعتباری هدف قرارداد و شروع به توزیع و فروش اطلاعات کارت‌های اعتباری کرد، که از دیگران می‌خواهد حداکثر مقدار روزانه پول نقد را از دستگاه‌های خودپرداز برداشت کنند تا زمانی که حساب در معرض خطر مسدود شدن و یا خالی شدن قرار گیرد.
باتلر که در سال ۲۰۰۷ دستگیر شد، متهم به اداره CardersMarket شد، انجمنی که در آن مجرمان سایبری اطلاعات حساسی مانند شماره کارت اعتباری را خرید و فروش می کردند. باتلر پس از اعتراف به دو فقره کلاهبرداری، سرقت نزدیک به ۲ میلیون شماره کارت اعتباری، که برای خریدهای جعلی مبلغی معادل ۸۶ میلیون دلار از این کارت‌ها برداشت شده بود، به ۱۳ سال زندان محکوم شد که طولانی‌ترین محکومیتی است که تاکنون برای اتهامات هک در ایالات متحده صادر شده است.دادگاه ایالات آمریکا در آن زمان. پس از زندان، باتلر را با ۵ سال آزادی تحت نظارت روبرو  کرد  و باتلر را به پرداخت ۲۷.۵ میلیون دلار غرامت به قربانیان خود محکوم کرد.
داستان باتلر در یک قسمت از برنامه تلویزیونی سی‌ان‌بی‌سی American Greed در سال ۲۰۱۰ نمایش داده شد.

## بیشتر خواندن
کوین پولسن، کینگ پین: چگونه یک هکر زیرزمینی جرایم سایبری میلیارد دلاری را تصاحب کرد، 2011، ناشر: کراون. شابک 0-307-58868-8 
میشا گلنی، DarkMarket: How Hackers Became the New Mafia، 2012، ناشر: Vintage.